# Mariastella Bianchi
Mariastella Bianchi, detta Stella (Roma, 19 agosto 1969), è un'economista, giornalista e politica italiana.

## Biografia
Nata a Roma il 19 agosto 1969, laureata in scienze politiche indirizzo economico con una tesi in economia internazionale con 110 e lode, giornalista professionista, inizia a impegnarsi in politica nel 1995 con i Comitati Prodi e ha dato vita al movimento dei Giovani de L'Ulivo, di cui è stata membro del coordinamento nazionale.
Iscritta ai Democratici di Sinistra, nel 2007 aderisce alla nascita del Partito Democratico (PD) di Walter Veltroni, con cui ha lavorato quando era segretario nazionale, facendo poi dell’Assemblea costituente del PD.
Il 24 novembre 2009 viene nominata nella segreteria nazionale del PD, come Responsabile Ambiente, dal neo-eletto segretario nazionale Pier Luigi Bersani.
Alle elezioni politiche del 2013 viene candidata alla Camera dei deputati, tra le liste del Partito Democratico nella circoscrizione Marche in quarta posizione, dove risulta eletta deputata. Nella XVII legislatura della Repubblica è stata componente dell'8ª Commissione Ambiente, Territorio e Lavori pubblici e della Commissione parlamentare d'inchiesta sulle attività illecite connesse al ciclo dei rifiuti e su illeciti ambientali ad esse correlati, oltre a presiedere l'intergruppo parlamentare per il cambiamento climatico e promuovere l'alleanza dei parlamentari FAO per la sicurezza alimentare.